# André Acquart
André Acquart (* 22. November 1922 in Vincennes; † 4. Juni 2016) war ein französischer Maler, Bühnen- und Kostümbildner.

## Leben
Acquart verbrachte seine Jugendzeit in Algier, wo er die Kunstakademie besuchte. Seine erste Ausstellung veranstaltete er 1942 in Algier. 1951 wirkte er erstmals als Bühnenausstatter bei der Aufführung des Stücks Pasiphaé von Henry de Montherlant. In der Folgezeit arbeitete er in seiner mehrere Jahrzehnte umfassenden Karriere unter anderem mit Regisseuren wie Jean Vilar, Roger Blin und Laurent Terzieff zusammen.
Sein Grundprinzip war die Aufhebung der Abgrenzung zwischen Zuschauerraum und Spielfläche im Sinne des Guckkastentheaters. Die Schauspieler sollten dadurch größere Entfaltungsmöglichkeit im zusätzlich durch Beleuchtungseffekte vergrößerten Theaterraum haben. Er verwendete als Dekor bevorzugt unbearbeitete Rohmaterialien wie Holz, Blech, Kupfer, Stahl, Wasser, Kunststoffe und Spiegel.